# Kroum
 (décembre 2013).
Si vous disposez d'ouvrages ou d'articles de référence ou si vous connaissez des sites web de qualité traitant du thème abordé ici, merci de compléter l'article en donnant les références utiles à sa vérifiabilité et en les liant à la section « Notes et références ».

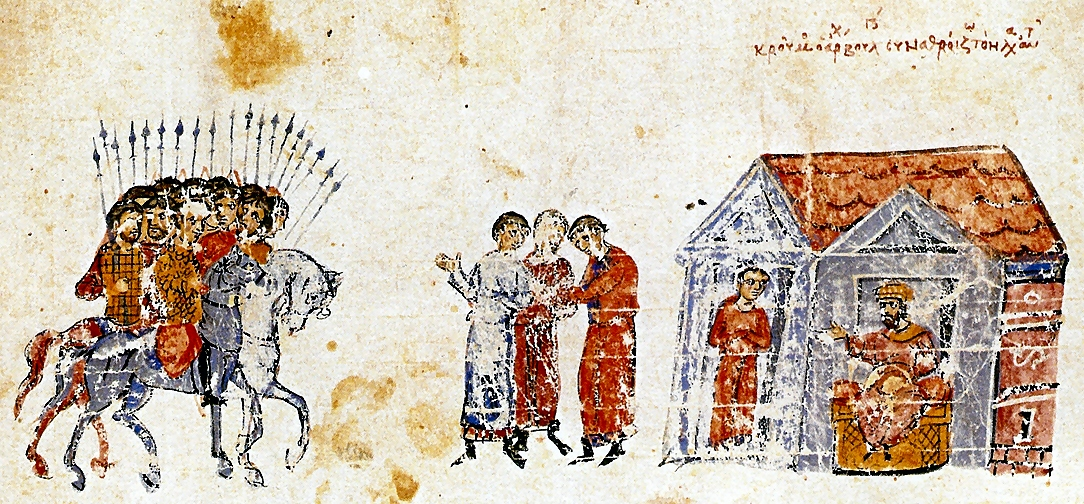
Kroum accueilli par son peuple. Illustration de la chronique de Jean Skylitzès.

Kroum (en bulgare : Кнѫзъ Крум ou Кѫназь Крум, « Kanas Krum » ; en grec : Κρούμος / Kroúmos ; aussi orthographié Krum, Crum, Crom, Crome, Crumm ou Crumme), appelé « le Législateur  » ou « le Grand », mort le 13 avril 814, est un khan du khanat bulgare du Danube de 803 à 814. Il est considéré comme l'un des plus grands souverains bulgares pour ses conquêtes et l'introduction du premier code de loi connu pour la Bulgarie.

## Établissement de nouvelles frontières

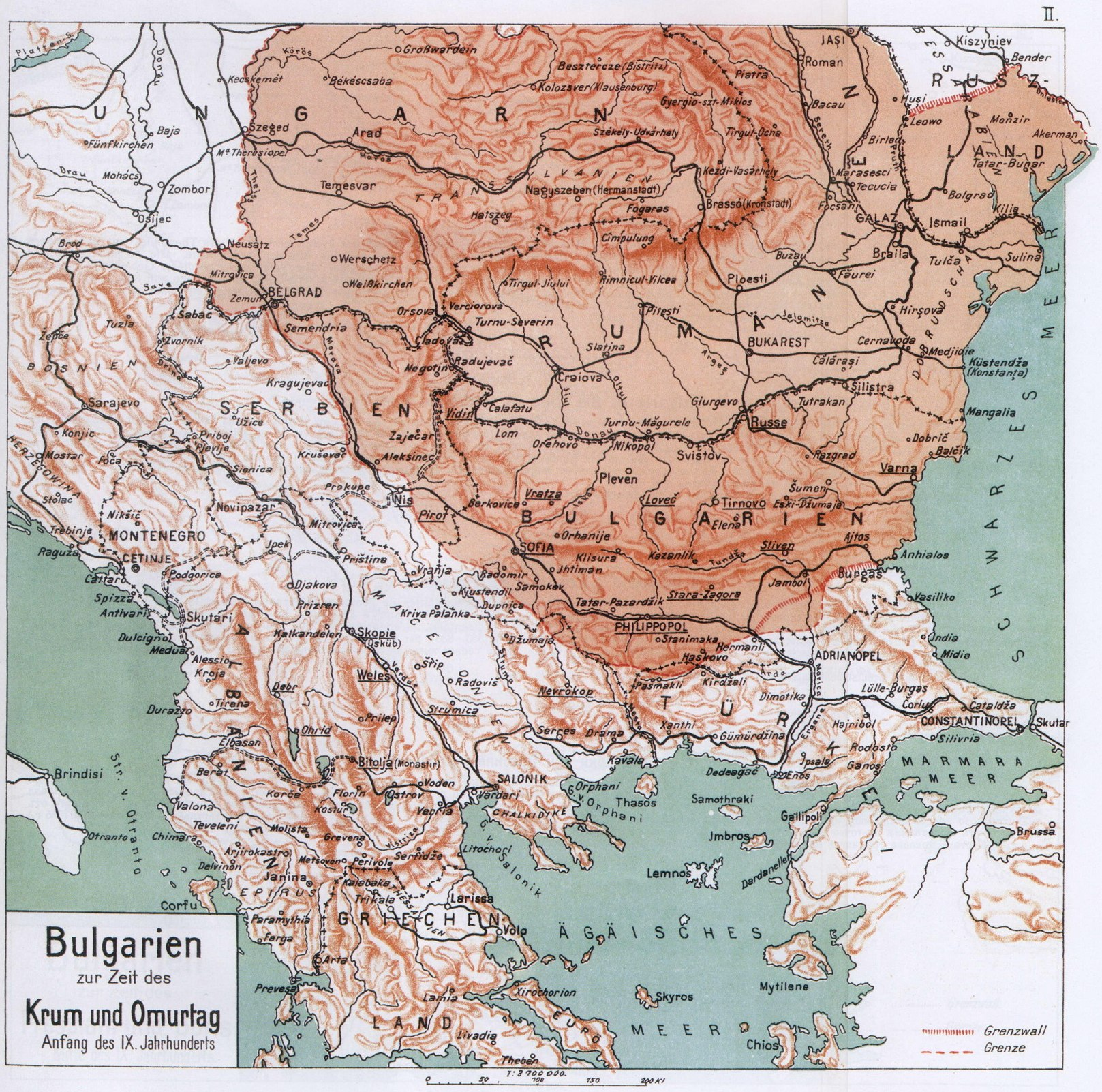
L'expansion de la Bulgarie pendant le règne de Kroum.

Selon certaines sources, la famille de Kroum viendrait de Pannonie, où elle est au service des Avars. Selon d'autres, il était peut-être un descendant de Koubrat. Christian Settipani en fait le fils de Kardam. Vers 805, Kroum profite de la défaite du khaganat avar pour détruire le reste des Avars et étendre son autorité sur les Carpates de Transylvanie et le long du Danube en Pannonie orientale.

## Guerre avec NicéphoreIer
À partir de 807, Kroum mène une série de guerres afin d’intégrer les slaves au sein d’une confédération bulgaro-slave. Alternant raids audacieux et des sièges des forteresses byzantines, il bat les Byzantins dans la vallée de la Strouma en 807, puis s’empare de Serditsa/Sredets (Sofia) en 809. Il massacre la garnison en dépit de sa promesse de clémence (voir siège de Serdica). En réaction, l'empereur Nicéphore Ier établit des populations anatoliennes le long de la frontière avec le Khanat bulgare pour la protéger. Il essaie aussi de reprendre Serdica, en vain.

### L'invasion de la Bulgarie par NicéphoreIer
Décidé à détruire les Bulgares, Nicéphore Ier réunit une énorme armée en mai 811. Le 10 juillet, il campe à Marcellæ (en), à la frontière bulgare. Kroum fait une première tentative de négociation, mais Nicéphore la rejette, déterminé à avancer le plus loin possible. Il divise son armée en trois colonnes, chacune suivant des trajets différents vers la résidence permanente du khan bulgare à Pliska. Son armée évite les embuscades bulgares dans les Balkans et bat une armée de 12 000 hommes qui s’opposait à sa progression en Mésie. Une autre armée bulgare de 50 000 hommes est battue sous les murs de Pliska (bataille de Pliska). Le 20 juillet, la ville tombe aux mains de Nicéphore, « guidé par ses propres intentions malhonnêtes ainsi que par ses conseillers véreux », selon le chroniqueur Théophane le Confesseur, qui lui est hostile pour sa politique religieuse. 
L’empereur byzantin s’empare lui-même du trésor du khan bulgare (il fut ministre des Finances avant de devenir empereur), et toute la ville est pillée, les soldats tuant et violant la population, d’une manière ayant frappé les chroniqueurs byzantins. Selon Théophane le Confesseur, il aurait coupé les oreilles et d’autres membres des soldats qui avaient touché au butin que l’empereur avait réuni.
Michel le Syrien, le patriarche des jacobites syriens au XIIe siècle décrit dans sa Chronique les brutalités et les atrocités de l'empereur : « Nicéphore, l'empereur des Romains marcha contre les Bulgares : il fut victorieux et en tua un grand nombre. Il parvint jusqu'à leur capitale, s'en empara et la dévasta. Sa sauvagerie alla à ce point qu'il fit apporter leurs petits enfants, les fit étendre à terre et fit passer dessus des rouleaux à battre le grain. »
Kroum s’humilia et renouvela sa proposition de paix. Selon Théophane le Confesseur, il aurait déclaré : « Et voilà, tu as vaincu. Prends tout ce que tu veux et va-t’en en paix. » Nicéphore se moqua de lui et ordonna d’incendier son palais.

### La bataille de Virbitsa et la mort de NicéphoreIer

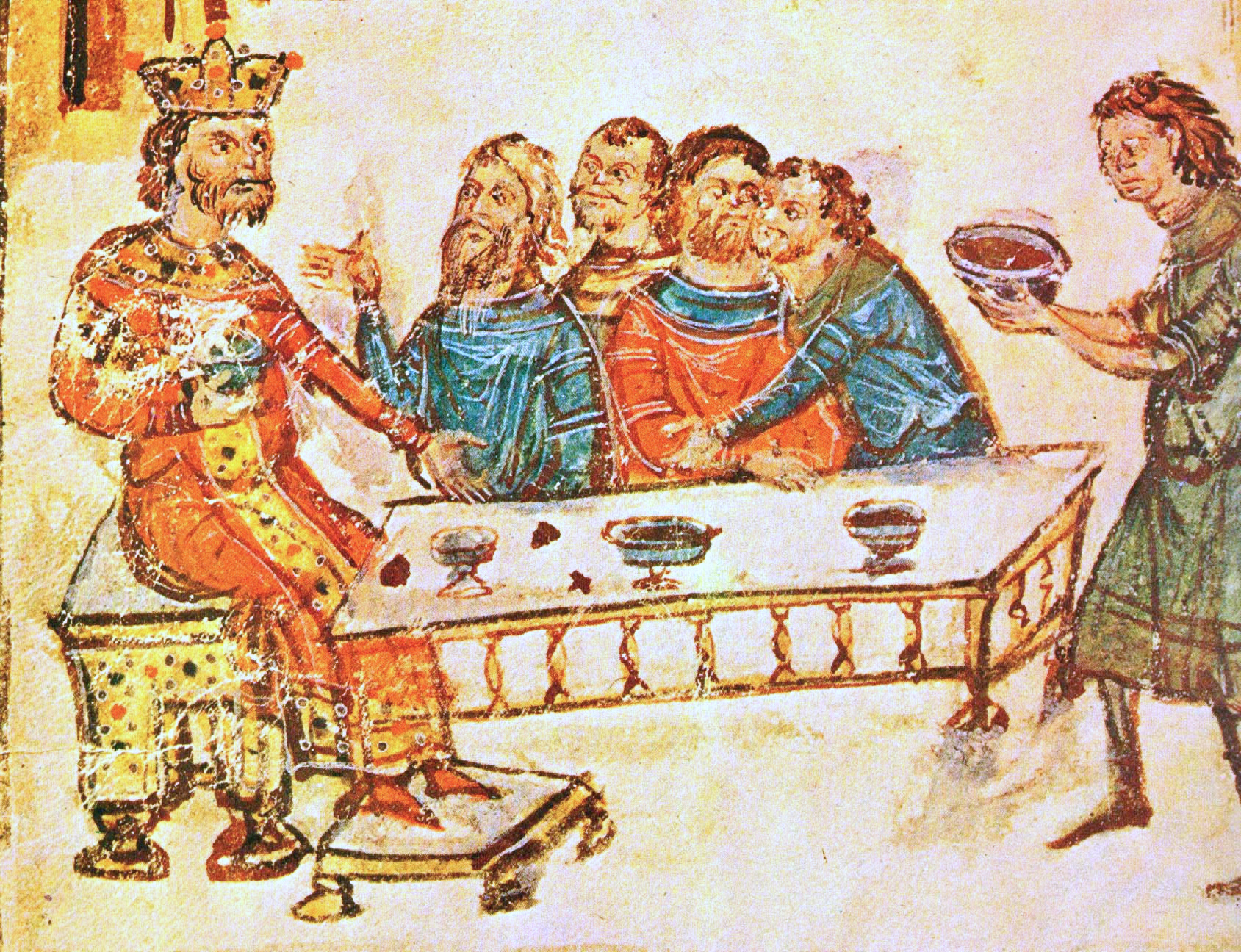
Kroum célèbre sa victoire sur Nicéphore. Chronique de Jean Skylitzès.

Alors que Nicéphore Ier et son armée pillent la résidence permanente du tsar, Kroum mobilise son peuple pour dresser des embuscades sur le chemin de retour de l’armée byzantine. Après avoir incendié la ville, l’armée byzantine fait retraite. Prévenu des préparatifs bulgares, l'empereur paniqué répète plusieurs fois à ses compagnons : « Même si nous avions des ailes nous ne pourrions pas échapper au péril. »
À l'aube du 26 juillet, les Byzantins sont piégés entre des fossés et des barricades de bois dans le défilé de Vărbica (en). À la bataille de Virbitsa, Nicéphore est tué ainsi qu'une grande partie de son armée. Beaucoup de soldats sont noyés dans le fleuve proche, ou tués quand les barricades sont mises à feu.
Le fils de Nicéphore et futur empereur Staurakios est emmené en sécurité par la garde impériale. Il est néanmoins blessé au cou et paralysé, et meurt quelques mois plus tard. Selon la tradition, le khan bulgare Kroum fait couvrir d’argent le crâne de l'empereur pour s’en servir comme d’une coupe à boire.
À la suite de cette victoire, il avance jusqu’à Constantinople.

## Guerre avec MichelIerRhangabé

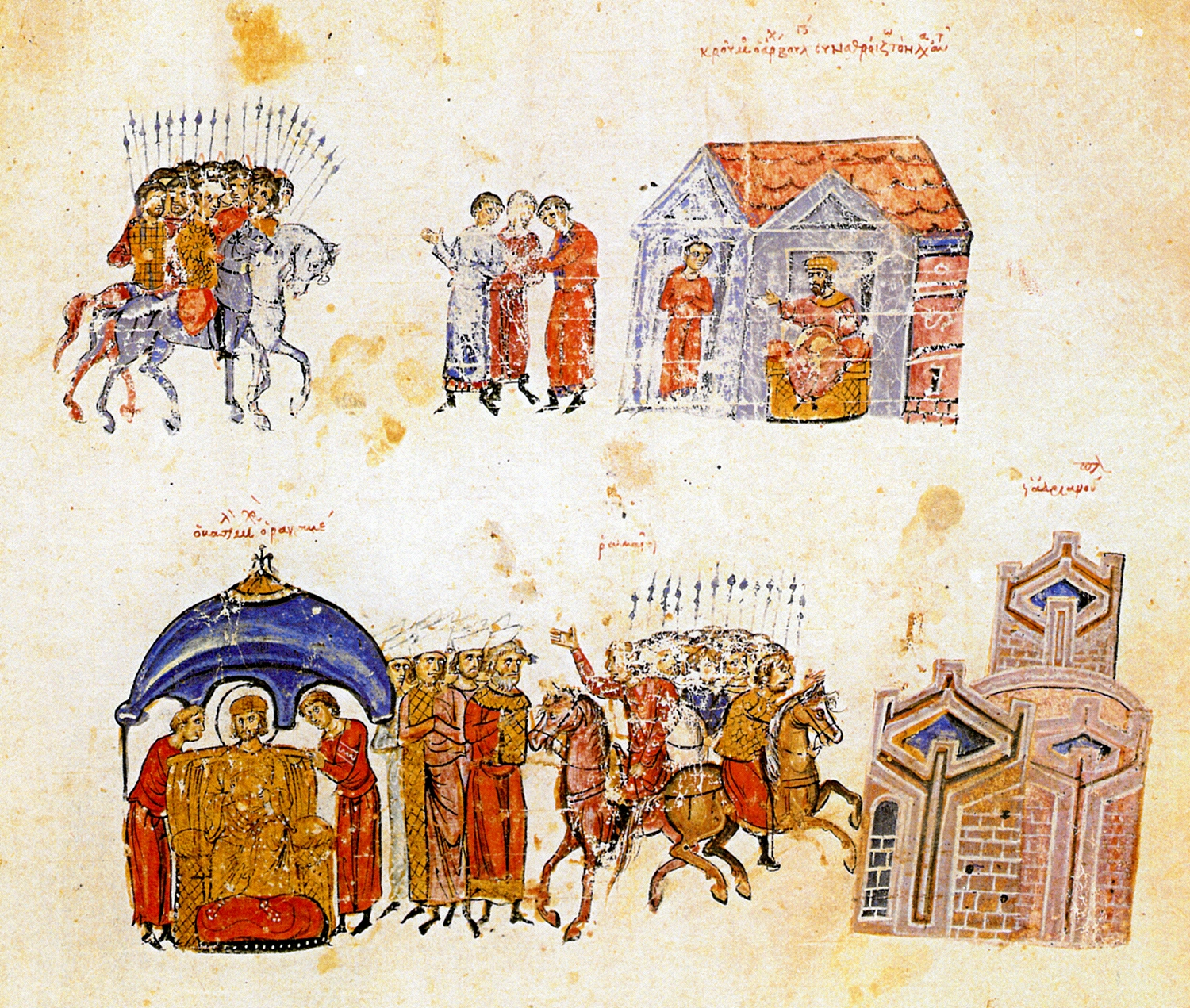
Préparatifs de la guerre entre Kroum et Michel Rhangabé. Chronique de Jean Skylitzès.

Staurakios est forcé d’abdiquer après un bref règne (il meurt de sa blessure en 812), et son beau-frère Michel Ier Rhangabé lui succède. En 812, Kroum envahit la Thrace, prend Debelt (en) et terrorise les populations des places fortifiées de la région, provoquant un exode vers Constantinople. De cette position de force, Kroum propose un retour au traité de 716. Mais, ne voulant pas compromettre son trône par ce qui apparaîtrait comme de la faiblesse, Michel Rhangabé rejette cette proposition, proclamant son refus de l’échange des déserteurs. Pour augmenter la pression sur l’empereur, Kroum assiège et prend Mesembria (Nessebar) à la fin de 812. 
En février 813, les Bulgares reprennent leurs razzias en Thrace, mais sont repoussés par les troupes impériales. Encouragé par ces succès, Michel Ier mobilise ses forces de tout l'empire, et se dirige vers le nord avec une importante armée, dans l’espoir d’une bataille décisive. Kroum, lui, conduit son armée vers le sud, en direction d’Andrinople et campe près de Versinikia. Michel Ier Rhangabé établit son armée face à lui, mais personne ne prend l’initiative durant deux semaines. Finalement, le 22 juin 813, les Byzantins attaquent, mais la bataille de Versinikia ou deuxième bataille d’Andrinople tourne immédiatement à la défaite pour Byzance. La cavalerie de Kroum les poursuit et amplifie cette déroute, et Kroum avance sur Constantinople, qu’il assiège par terre. Michel Rhangabé est forcé d'abdiquer le 11 juillet et devient moine, devenant le troisième empereur byzantin abattu par Kroum en quelques années.

## Guerre avec LéonVl’Arménien
Le nouvel empereur Léon V l'Arménien propose de négocier, et arrange une rencontre avec Kroum. Mais il lui tend une embuscade et Kroum est blessé par des archers en s’enfuyant. Furieux, il ravage les environs de Constantinople, puis sur la route du retour, il prend Andrinople et déporte ses habitants (dont les parents du futur Basile Ier) au-delà du Danube. Malgré l’approche de l’hiver, Kroum profite du beau temps pour envoyer 30 000 hommes en Thrace, armée qui prend Arkadioupolis (Luleburgaz) et fait 50 000 prisonniers. Le pillage de la Thrace enrichit Kroum et son aristocratie, et permet d'utiliser des éléments architecturaux des villes pillées dans la reconstruction de Pliska ; les artisans déportés travaillent également à la reconstruction de la ville.
Kroum passe l’hiver à préparer une attaque d'envergure sur Constantinople, où la rumeur rapporte la constitution d’un important parc d’artillerie transporté sur 5 000 chariots. Mais Kroum meurt le 13 avril 814, et son fils Omourtag lui succède. Quelques sources lui donnent deux fils aînés, Doucom ou Dukum et Ditsen, Ditzeny ou Dizevg, khans respectivement de 814 à 815 et de 815 à 816, et un plus jeune fils, Tsoc ou Tsok.

## Héritage
On se souvient de Kroum pour avoir institué le premier code de lois bulgare connu sous le nom de lois de Kroum, dont seuls quelques articles nous sont parvenus par l'intermédiaire de la Souda ; ces derniers punissaient sévèrement le parjure, la calomnie et ordonnaient l'arrachage des vignes, une mesure interprétée comme une répression de l'ivresse. Certains historiens lui attribuent une politique de centralisation du pouvoir et d'intégration des Slaves dans la classe dirigeante bulgare.

## Sources

### Sources primaires
- Chronique de Michel le Syrien, éd. par J.–B. Chabot, t. III, fasc. I, Paris, 1905, p. 17.
- Théophane le Confesseur, Chronique, Éd. Carl de Boor, Leipzig.
- Collier's Encyclopedia, vol. 4, p. 711.
- Christian Settipani, Continuité des élites à Byzance durant les siècles obscurs. Les Princes caucasiens et l'Empire du VIe au IXe siècle, 2006 [détail des éditions].